# 全国人民代表大会法案委员会
全国人民代表大会法案委员会（简称全国人大法案委员会），是中华人民共和国最高国家权力机关全国人民代表大会设立的专门委员会之一。1954年至1982年之间存在。

## 沿革
全国人民代表大会法案委员会自1954年第一届全国人民代表大会第一次会议开始设立。其后，第二届、三届、五届全国人民代表大会均设立（第四届因“文革”而未设立）。1982年第五届全国人民代表大会第五次会议设立全国人民代表大会法律委员会后，全国人民代表大会不再设立法案委员会。

## 组织结构
1954年9月20日第一届全国人民代表大会第一次会议通过的《中华人民共和国全国人民代表大会组织法》第二十五条规定，全国人民代表大会法案委员会由主任委员一人、副主任委员若干人、委员若干人组成。主任委员和委员的人选，由全国人民代表大会会议主席团在代表中提名，由全国人民代表大会会议通过；副主任委员由委员互推。主任委员主持委员会会议和委员会的工作。

## 职责
全国人民代表大会法案委员会是全国人民代表大会设立的负责审査法律案的工作机构。1954年《中华人民共和国全国人民代表大会组织法》第二十五条规定：“全国人民代表大会设立民族委员会、法案委员会、预算委员会、代表资格审查委员会和其他需要设立的委员会。各委员会协助全国人民代表大会工作。在全国人民代表大会闭会期间，民族委员会和法案委员会协助全国人民代表大会常务委员会工作。”
1954年《中华人民共和国全国人民代表大会组织法》第二十七条规定：“法案委员会的工作如下：
1. 审查全国人民代表大会交付的法律案和其他关于法律问题的议案，审查全国人民代表大会常务委员会交付的法令案和其他关于法律、法令问题的议案；
2. 根据全国人民代表大会或者全国人民代表大会常务委员会的决定，拟定法律和法令的草案；
3. 向全国人民代表大会或者全国人民代表大会常务委员会提出关于法律、法令问题的议案和意见[2]。

## 历届组成人员
- 第一届全国人民代表大会法案委员会（主任委员：张苏）
- 第二届全国人民代表大会法案委员会（主任委员：张苏）
- 第三届全国人民代表大会法案委员会（主任委员：张苏）
- 第五届全国人民代表大会法案委员会（主任委员：彭真）